# Tina Knowles
Célestine Ann Beyoncé (Galveston, Texas; 4 de enero de 1954), más conocida como Tina Knowles, es una diseñadora de moda estadounidense. Es madre de las cantantes Beyoncé y Solange Knowles, además de ser la exesposa de Mathew Knowles, quien fue gerente del grupo Destiny's Child y también de Beyoncé hasta 2011.

## Biografía
Nació en Galveston, Texas, hija de Agnes DeRouen (modista) y Lumis Albert Beyincé (obrero). Su ascendencia incluye ascendencia africana, francesa, y 1/16o de irlandesa. Su familia era de clase baja, y no disponían de muchos recursos económicos, por lo que los padres trabajaban para la Iglesia católica a cambio de que Tina y sus hermanos pudieran tener una buena educación en un colegio católico. Más adelante, se cambió a un instituto público. En la escuela secundaria, Tina Knowles era parte de un grupo de canto llamado Veltones, inspirado por The Supremes.
Se casó con Matthew Knowles en 1980, y en 1981 tuvo a su primera hija, la famosa cantante Beyoncé Knowles. Más adelante en 1986 tuvieron a Solange Knowles. 

### El comienzo de su primer negocio
Tina Knowles, estuvo cuatro años sin trabajar y además pasaba por una crisis matrimonial. Ante estos problemas y su baja autoestima decidió ir a formarse a la escuela de belleza. En el momento en que tuvo a Beyoncé, ya que tenía clientela. Construyó un pequeño salón de belleza en su casa. Ocho semanas después de que naciera Beyoncé, la llevó a casa de sus abuelos paternos para que cuidasen de ella mientras abría su propio negocio, pues necesitaba salir de aquel agujero de dependencia económica. Una vez abierto el negocio fue todo un éxito. 

### Destiny's Child
Su hija Beyoncé Knowles era parte de una banda llamada Destiny's Child. El primer acuerdo que les ofrecieron, Tina se opuso en varios aspectos al creer que exponían al grupo a cosas que no eran apropiadas para chicas tan jóvenes. Devastada por tener que ir a casa y contarle al grupo su metedura de pata, no pasaron sino tres meses para que apareciera una oportunidad y un acuerdo mucho más importante para las Destiny's Child.

### Relación con Beyoncé
Cuando su hija Beyoncé empezó a tener éxito mundial, ésta entró en una profunda depresión que fue superada gracias a la ayuda de su madre Tina, que siempre le decía "¿Por qué crees que nadie te va a amar? ¿Se te olvidó lo bella, inteligente y dulce que eres?". 

### Divorcio
Knowles pidió el divorcio a Mathew Knowles en 2009, alegando " la discordia o conflicto de personalidades" les impidieron "expectativa razonable de reconciliación". El divorcio se finalizó en diciembre de 2011. Desde el verano del 2013 mantiene una relación con Richard Lawson, al que conocía desde hacía 30 años. La pareja se casó el 12 de abril de 2015. Este matrimonio la convirtió en madrastra de la hija de Lawson, la actriz Bianca Lawson.

### Profesión
Tina Knowles trabajó hasta 1990 como esteticista, motivada por el afán de querer hacer sentir guapa a las mujeres, cuando abrió el salón de belleza "Headliners", en Houston. El salón de bellezá se convirtió en una de las más famosas empresas de estética en Houston. El ascenso de Tina a la fama vino como diseñadora de vestuario para Destiny Child. En los primeros días de la carrera de su hija, cuando el dinero era limitado, creó trajes que los miembros llevaban en el escenario y para eventos. En 2002, publicó un libro titulado "Estilo de Destiny Child", "Moda Bootylicious" y "Secretos de Belleza y Moda de Destiny Child", donde habló sobre cómo la moda impactó en el éxito de Destiny Child. El libro fue publicado por la compañía HarperCollins. 
En 2004, Tina Knowles lanzó línea de ropa "House of de Dereon" junto a Beyoncé, en honor a su madre Agnes Dereon. El 22 de noviembre de 2010, Knowles apareció con Beyoncé en The View para promocionar su línea de ropa llamada "Miss Tina by Tina Knowles". En 2009 , amplió la línea de Walmart después de que anteriormente se vendiese en el Home Shopping Network. Sobre su estilo de diseño de la línea, Knowles reveló que apunta a "ocultar defectos y crear una silueta de adelgazamiento", y agregó: " Todo ha sido creado como un vestido fundación, incluso los vestidos. las piezas están diseñadas para hacer que la mujer se vea más delgada y más alta." A principios de 2010, Tina Knowles nuevamente colaboró con Beyoncé para abrir el Centro Beyoncé de Cosmetología, en el Phoenix House, Brooklyn.